# П'ятеро з неба
«П'ятеро з неба» (рос. «Пятеро с неба») — російський радянський чорно-білий повнометражний художній фільм про німецько-радянську війну, поставлений на Кіностудії «Ленфільм» в 1969 році режисером Володимиром Шределем.
Прем'єра фільму в СРСР відбулася 21 липня 1969 року.

## Зміст
Радянських парашутистів десантують у тил фашистським військам із надзвичайно важливою місією. Командування дізналося, що гітлерівці планують застосування нових хімічних снарядів великої вражаючої дії. Щоб зірвати їхній злочинний задум і довести західним країнам серйозність нової загрози, необхідно добути докази і зразки нової зброї.

## Ролі
- Гліб Селянин — капітан Мінаєв, командир розвідгрупи
- Віктор Семеновський — рядовий Сергій Таріч
- Олександр Чирков — рядовий Іван Насєдкін, колишній циркач
- Роман Громадський — рядовий Роман Супрунов, «Ромашка», колишній боксер
- Герман Юшко — сержант Яніс Крумінь, латиш
- Дітмар Ріхтер — штурмбанфюрер СС Хольц

## В епізодах
- Григорій Аронов — німецький генерал
- Лариса Буркова — Клавдія Іванівна Петрова, касирка в кінотеатрі, зв'язкова
- Юрій Дедович — Генріх, німецький танкіст
- Степан Крилов — Куділін, мельник, зрадник батьківщини
- Олексій Кожевников — штурбаннфюрер СС Вількельштейн
- Володимир Карпенко — епізод
- Михайло Мудров — староста
- Юрій Мальцев — епізод
- Олександр Соколов — Федір Іванович, старий-поромщик
- Борис Смельц — доктор
- Микола Трусов — епізод
- Олег Хроменков — німецький танкіст
- Наталія Четверикова — Катерина Тимофіївна, внучка поромника
- У титрах не вказані:
- Євгенія Ветлова — Люся, наречена Таріча
- Є. Клюєва — тітка Маша
- Іван Краско — Федір Васильович, другий чоловік колишньої дружини Мінаєва
- Геннадій Нілов — льотчик
- Сергій Полежаєв — представник американського командування
- Борис Рижухін — радянський дипломат
- Микола Харитонов — начальник капітана Мінаєва
- Микола Ващилін — каскадер в сцені бійки з німецькою охороною в сховище хімзброї

## Знімальна група
- Автор сценарію - Леонід Браславський
- Постановка - Володимира Шределя
- Головний оператор - Олег Куховаренко
- Художники - Андрій Вагін, Олександр Компанієць
- Режисер - Юрій Чечельницький
- Оператор - С. Філановський
- Композитор - Борис Клюзнер
- Звукооператор - Семен Шумячер
- Художник-декоратор - П. Тимашов
- Художник-гример - Л. Завіткова
- Монтаж - Марії Бернацької
- Асистент монтажера - Марія Амосова
- Редактор - Г. Попова
- Асистенти режисера - А. Сергієва, Л. Чумак
- Асистенти оператора - І. Карданов, І. Рогольський
- Комбіновані зйомки: 
  - Оператор - В. Кабанов
  - Художник - І. Денисов
- Консультант - генерал армії М. М. Попов
- Директор картини - А. Тарасов

## Цікаві факти
- Один з небагатьох радянських фільмів, в якому можна побачити оригінальний німецький танк PzKpfw III Ausf.J (сцена біля залізничної станції).
- Зйомки фільму проходили в Новгороді і на території Хутинського монастиря.